# Tistrup
Tistrup es una localidad situada en el municipio de Varde, en la región de Dinamarca Meridional (Dinamarca), con una población estimada a principios de 2018 de unos 1429 habitantes.
Se encuentra ubicada al oeste de la península de Jutlandia, cerca de la costa del mar del Norte.